# Richard Aschenborn
Heinrich Anton Louis Karl Richard Aschenborn (* 19. Januar 1848 in Hermsdorf unterm Kynast, Provinz Schlesien; † 16. Februar 1935 in Kiel) war ein deutscher Vizeadmiral der Kaiserlichen Marine.

## Leben
Richard Aschenborn war ein Sohn eines Rechtsanwalts und Notars und trat, nachdem er das Gymnasium in Hirschberg besucht hatte, im April 1862 als Volontär-Kadett auf der Hela in die Preußische Marine ein. 1863 kam er das erste Mal auf die Niobe und war ein Jahr später als Seekadett auf der Vineta. Er wechselte wieder auf die Niobe und kam 1866 auf die Arkona. Im Jahr darauf war er als Unterleutnant zur See auf der Hertha und kam dann 1868/69 als Leutnant zur See auf der Delphin.
Als Leutnant zur See war er von der erneuten Indienststellung des Schiffes am 22. Juli bis 5. August 1872 Kommandant der Hay. Von März 1872 bis Mitte April 1873 war er als Inspektionsoffizier an der Marineschule. 1873 kurz wieder auf der Niobe, war er 1874/75 als Kapitänleutnant wieder auf der Arkona. Es kam zu weiteren Kommandierungen (1876 Undine, 1877/78 Medusa, 1879/80 Renown, ab 1881 als Korvettenkapitän auf der Kronprinz). Von Oktober 1883 bis August 1885 war er Kommandant der Nautilus. Kurz nach dem Beginn der Überfahrt von Kiel in die Südsee Anfang Oktober 1883, wo die Nautilus als Stationsschiff eingesetzt werden sollte, erkrankte Aschenborn an Typhus, sodass er bis zu seiner Gesundung Ende Dezember 1883 durch den Ersten Offizier als Kommandant vertreten werden musste. In Kapstadt als Zwischenhalt angekommen, erfolgte der Befehl, die Route zu ändern und so war die Nautilus vom 24. bis 26. Januar 1884 in Angra Pequena, die spätere Lüderitzbucht, um Vorort die Eigentumsverhältnisse des Bremer Großkaufmanns Adolf Lüderitz zu klären. Am 4. Februar kehrte die Nautilus wieder nach Kapstadt zurück. Der von Aschenborn verfasste Bericht an das Auswärtige Amt über den Stand der deutschen Wirtschaftstätigkeit trug wesentlich zur Besitzergreifung von Deutsch-Südwestafrika bei. Von April 1886 bis 1889 war er mit Unterbrechungen, da das Schiff nur in jedem Sommerhalbjahr für die Ausbildung besetzt wurde, Kommandant des Schulschiffs Niobe und wurde in dieser Position 1886 zum Kapitän zur See befördert. Von 1890 bis 1892 war er Kommandant der Friedrich Karl. Ab Oktober 1892 war er Inspekteur der I. Marineinspektion und wurde in dieser Position Konteradmiral. Am 14. Januar 1895 wurde er zur Disposition gestellt.
Nachdem er als Konteradmiral zur Disposition gesetzt worden war, war er ab 29. Oktober 1895 Marinekommissar für den Kaiser-Wilhelm-Kanal, eine gerade eingerichtete Reichsbehörde im Reichsamt des Innern. 1901 übergab er die Dienststelle an Konteradmiral z. D. Felix Stubenrauch und erhielt zur Verabschiedung den Charakter als Vizeadmiral verliehen.
Von 1907 bis 1920 war er Präsident der Motor-Yacht-Clubs von Deutschland (MYCvD). Am 30. September 1914 wurde er zum „Befehlshaber“ des unter seiner Führung gegründeten Freiwilligen Motorboot-Korps (FMK). Zum 31. Dezember 1918 übergab er die Aufgabe an Konteradmiral Karl Wilbrandt.
Er war Vorstandsmitglied der Deutschen Kolonialgesellschaft, dessen Ehrenvorsitzender er zu seinem 80. Geburtstag wurde, und war Vorsitzender der Abteilung Kiel der Deutschen Kolonialgesellschaft.
Richard Aschenborn war seit dem 11. Oktober 1881 mit Fanny, geborene Möller verheiratet. Ihr Sohn war der spätere Tiermaler, Illustrator und Autor Hans Aschenborn.
Richard Aschenborn liegt auf dem Kieler Nordfriedhof begraben.

## Werke (Auswahl)
- gemeinsam mit Albert von Boguslawski: Die Heere und Flotten der Gegenwart. Alfred Schall, 1900.